# Mariano Ruiz-Funes
Mariano Ruiz-Funes García (Murcia, 24 de febrero de 1889 - Ciudad de México, 1953) fue un penalista y político español, profesor de la Universidad de Murcia hasta la guerra civil, diputado de los partidos políticos Acción Republicana e Izquierda Republicana durante la II República, y profesor en el exilio en la UNAM.

## Biografía
Cursó los estudios de Derecho en la Universidad Central de Madrid, donde se licenció en 1909 para doctorarse en 1912 con Premio Extraordinario. Ejerció brevemente la abogacía, pasando a ser profesor de derecho en la Universidad de Murcia, ocupando la cátedra en 1925, para ser más tarde decano de la facultad y vicerrector.
Especializado en derecho penal, fue un reconocido criminalista, premio Lombroso en Turín en 1927 por su obra Endocrinología y criminalidad (1929, Madrid, Morata). Realizó también las traducciones de distintas obras jurídicas y políticas de autores europeos (entre otras Trabajos Recientes sobre Endocrinologia y Psicología Criminal del alemán N. Pende, 1932, Madrid, Morata). Trabajó en la definición del delito más allá del ámbito nacional en figuras como el genocidio, el crimen de guerra y otros, ampliamente divulgados.
Durante los primeros años de la Segunda República se vinculó decisivamente con el republicanismo de izquierdas, primero en Acción Republicana, donde llegó a ser vicepresidente en 1933 y, desde 1934, en Izquierda Republicana. En las elecciones de 1931 a Cortes Constituyentes fue elegido diputado del Congreso por la circunscripción electoral de Murcia (capital); fue miembro de la comisión constitucional redactora del proyecto de constitución de 1931. Mantenía una amistad personal con Manuel Azaña, lo que le permitió tener un papel relevante en muchas de las disposiciones legislativas que se aprobaron entre 1931 y 1933. También le unía un gran afecto con Luis Jiménez de Asúa, socialista, pues ambos provenían de las corrientes krausistas. Ambos fueron autores de la Ley de vagos y maleantes de 1933, aprobada por todos los grupos parlamentarios y cuyo objeto era la represión de conductas consideradas asociales como el proxenetismo, la explotación de la mendicidad, la vagancia, los pequeños hurtos o las toxicomanías.

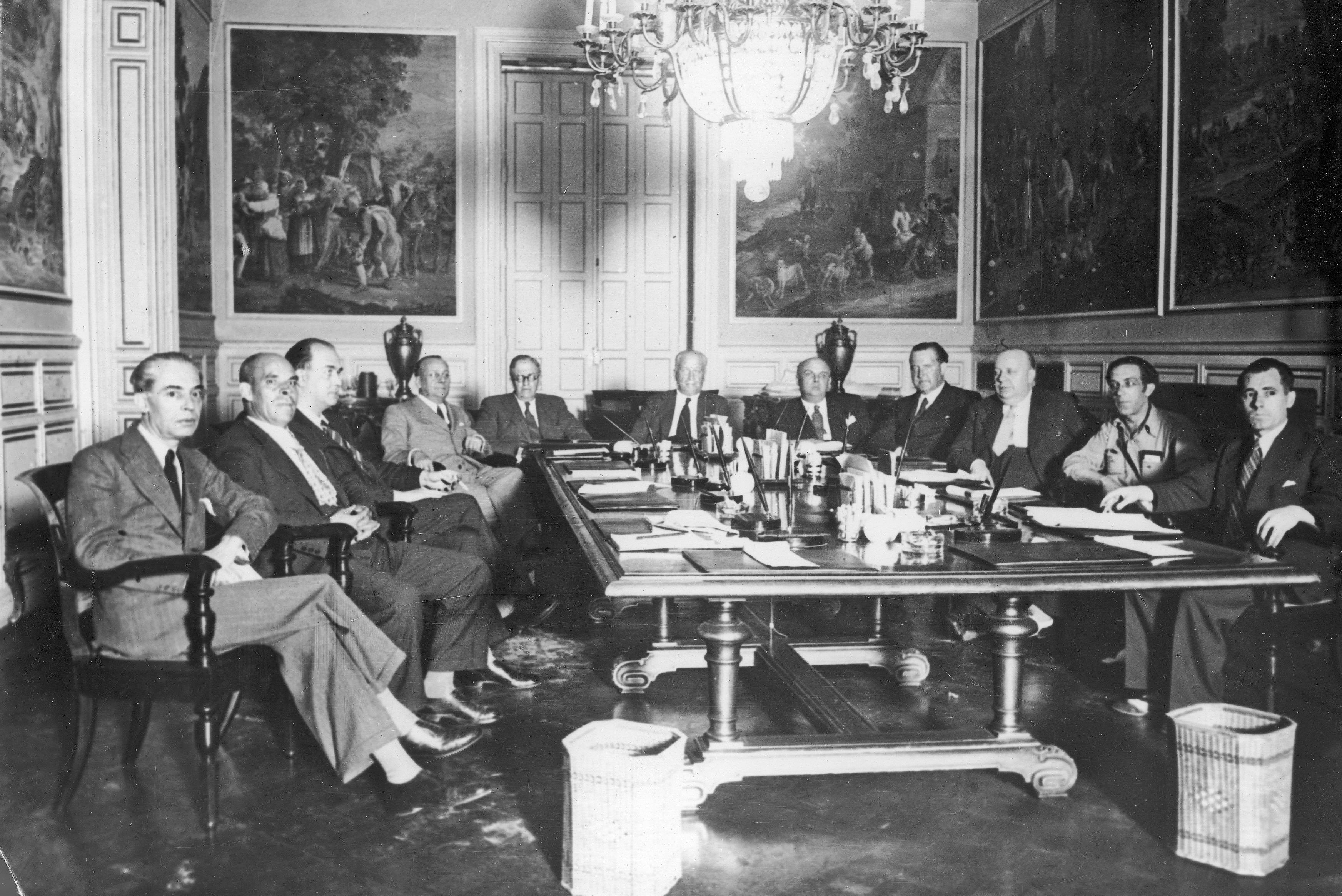
Primer gobierno Largo Caballero. Mariano Ruiz-Funes es el quinto desde la derecha, junto a Largo Caballero.

Abandonó la actividad política para regresar a la Universidad durante el bienio radical-cedista (1934-1936), siendo elegido de nuevo diputado en las elecciones de 1936, esta vez por Izquierda Republicana. Azaña lo nombró ministro de Agricultura con la tarea de llevar adelante la prometida reforma del campo español y que ya había sido objeto de su interés en las Constituyentes de 1931 con la Ley de Reforma Agraria.
Durante su mandato como ministro de Agricultura, se llevó a cabo una intensa labor de asentamiento de familias campesinas utilizando, curiosamente, la cláusula de "utilidad social" de la restrictiva ley de contrarreforma agraria de 1935 (la llamada "Ley Velayos"), además de anularse la devolución de sus fincas a los "grandes de España" que habían sido acusados de complicidad con la fallida sublevación militar de agosto de 1932. Además, se autorizó a la Generalidad de Cataluña a poner en marcha la ley autonómica de contratos de cultivo, paralizada durante el bienio anterior, y se elaboraron una serie de importantes decretos, entre los que destacan los relativos al rescate de los bienes comunales, antiguas propiedades de los municipios para disfrute colectivo de los vecinos y que habían ido a parar a manos privadas a raíz de las desamortizaciones del siglo anterior, en muchas ocasiones en claro fraude. Como resultado, y según datos del Instituto de Reforma Agraria, cerca de 111.000 campesinos habían sido asentados en más de medio millón de hectáreas.
Ya comenzada la Guerra Civil, desde septiembre a noviembre de 1936, fue ministro de Justicia en el gobierno de Largo Caballero, logrando restaurar el orden legal en una situación convulsa y colaborando a controlar los episodios de represión. Después fue destinado como embajador en Polonia y Bélgica, hasta que al finalizar la guerra se exilió a México, donde fue catedrático de Criminología en la Universidad Nacional Autónoma y en la Universidad de Xalapa. 
Recibió apoyo económico de El Colegio de México, como parte de sus actividades (1941), dictó conferencias en la Escuela de Policía, el Centro Español, el Ateneo Nacional de Ciencias y Artes de México y en Tribuna de México. Impartió cursillos en el Colegio de Estudios Superiores de Guanajuato, en la Universidad Michoacana de San Nicolás de Hidalgo y en la Universidad de San Luis Potosí. Publicó varios artículos en Criminalia, el Boletín Jurídico Militar y en la Revista de Derecho Penal.
De su obra jurídica destaca desde la tesis doctoral, reelaborada como Derecho consuetudinario y economía popular de la provincia de Murcia y con la que obtuvo el premio de la Real Academia de Ciencias Morales y Políticas en 1914. Fue miembro del Instituto de Estudios Penales y de la Real Academia de Jurisprudencia y Legislación. Se ocuparía en especial de las figuras penales, la criminalística y el derecho penitenciario, con abundantes obras entre las que destacan: Endocrinología y criminalidad (1929, Madrid, Morata), Delito y Libertad (1930, Madrid, Morata), Psicología y crítica del testimonio, Progresión histórica de la pena de muerte en España, El derecho penal de los Soviets, Tres experiencias democráticas de legislación penal (1931, Madrid, Morata), Actualidad de la venganza (1943), El delincuente y la justicia (1944), Evolución del delito político (1944) y Criminología de guerra (Premio Afranio Peixoto en Brasil en 1947). Durante el tiempo del exilio tuvo gran influencia en la elaboración del derecho penal en Latinoamérica (Cuba, Brasil, República Dominicana, Argentina, Guatemala, El Salvador y México, sobre todo). No volvió a ocupar un puesto de profesor estable en las universidades con las que colaboró, especialmente en la UNAM, donde en 1950 tiene lugar un suceso importante en la recuperación de su status académico, al reconocerle de forma extraordinaria
el grado de doctor en derecho, cuando la Escuela Nacional de Jurisprudencia lo distinguió como "doctor ex-officio", junto a otros profesores exiliados como Niceto Alcalá-Zamora Castillo, Felipe Sánchez Román y Rafael Pina. También tuvo reconocimientos honoríficos en la facultad de Derecho de la Universidad de San Marcos, en Lima, de Ciencias Jurídicas y Sociales de la Universidad de San Carlos, en Guatemala y profesor honorario de la Universidad de El Salvador.